# Setra S 419 UL
De Setra S 419 UL is een bustype dat zowel geschikt is als streekbus als voor tourvervoer.

## Beschrijving
Dit bustype is geproduceerd door de Duitse busfabrikant Setra en is de opvolger van de S 319 UL. De UL in de benaming staat voor Überlandbus, wat weer streekbus betekent. De bus heeft geen verlaagde vloer, waardoor er treden nodig zijn en mindervalide mensen moeilijker de bus in kunnen. Dit type model heeft twee uitvoeringen, de uitvoering met een front voor openbaar vervoer en de uitvoering met een front voor toerisme (GT-versie).

## Inzet
Dit model bus wordt veelal in Duitsland en Luxemburg ingezet, bij zowel openbaarvervoerbedrijven als touringcarbedrijven. Maar er zijn ook enkele exemplaren geëxporteerd naar onder meer Frankrijk. In Nederland rijdt Qbuzz met dit type.
| Bedrijf                      | Aantal | Series        | Inzet                                   | Opmerking                                                           |
| België                       | België | België        | België                                  | België                                                              |
| ---------------------------- | ------ | ------------- | --------------------------------------- | ------------------------------------------------------------------- |
| Ets. Fr. Cardona et Deltenre | 11     | 610128-610138 | Conforto in Waals-Brabant               | Rijden in opdracht van TEC Dragen intern Keolis nummers 19029-19039 |
| G. Liénard et Cie            | 1      | 7026313       | Charleroi (lijn 109d)                   | Rijdt in opdracht van TEC Draagt intern Keolis nummer 19040         |
| Transport Penning            | 4      | 490403-490406 | Luxemburg                               | Rijdt in opdracht van TEC Dragen intern Keolis nummers 19041-19044  |
| Duitsland                    |        |               |                                         |                                                                     |
| Betzmeir Reisen              | 1      | ??            | Tourvervoer                             |                                                                     |
| Luxemburg                    |        |               |                                         |                                                                     |
| Autocars Emile Frisch        | 1      | EF1212        |                                         |                                                                     |
| Autocars Meyers              | 1      | AM5542        |                                         |                                                                     |
| Demy Schandeler              | 4      | ??            |                                         |                                                                     |
| Rapide des Ardennes          | 1      | SH1048        |                                         |                                                                     |
| Simon Tours                  | 4      | ST3151-ST3154 |                                         |                                                                     |
| Voyages Emile Weber          | 8      | 305-312       |                                         |                                                                     |
| Voyages Emile Weber          | 4      | 315-319       |                                         |                                                                     |
| Voyages Emile Weber          | 2      | 324-325       |                                         |                                                                     |
| Voyages Josy Clement         | 2      | JC6005-JC6006 |                                         |                                                                     |
| Voyages Josy Clement         | 1      | JC6011        |                                         |                                                                     |
| Voyages Josy Clement         | 1      | JC6021        |                                         | Buiten dienst                                                       |
| Voyages Koob                 | 1      | GQ8620        |                                         |                                                                     |
| Voyages Koob                 | 1      | VK1500        |                                         | GT-versie                                                           |
| Voyages Koob                 | 1      | VK1512        |                                         |                                                                     |
| Voyages Koob                 | 1      | VK1530        |                                         |                                                                     |
| Voyages Koob                 | 1      | VK1540        |                                         |                                                                     |
| Voyages Koob                 | 1      | VK1550        |                                         |                                                                     |
| Voyages Simon                | 16     | ??            |                                         |                                                                     |
| Voyages Stephany             | 1      | VS3028        |                                         |                                                                     |
| Voyages Stephany             | 1      | VS3056        |                                         |                                                                     |
| Voyages Unsen                | 1      | VU4041        |                                         |                                                                     |
| Voyages Unsen                | 1      | VU4047        |                                         |                                                                     |
| Voyages Vandivinit           | 2      | VV2022-VV2023 |                                         |                                                                     |
| Voyages Vandivinit           | 1      | VV2054        |                                         | GT-versie                                                           |
| Voyages Vandivinit           | 2      | VV2070-VV2071 |                                         |                                                                     |
| Voyages Vandivinit           | 2      | VV2080-VV2081 |                                         |                                                                     |
| Voyages Vandivinit           | 4      | VV2085-VV2088 |                                         |                                                                     |
| Voyages Wagener              | 1      | WV2030        |                                         |                                                                     |
| Voyages Wagener              | 1      | WV2044        |                                         |                                                                     |
| Voyages Wagener              | 1      | WV2050        |                                         |                                                                     |
| Nederland                    |        |               |                                         |                                                                     |
| Horn Tours                   | 1      | BS-NN-04      | Tourvervoer                             | GT-versie                                                           |
| Qbuzz                        | 49     | 7601-7649     | Fryslân, Groningen en Drenthe (Qliners) |                                                                     |
| Tsjechië                     |        |               |                                         |                                                                     |
| Arriva                       | 12     | 9856-9867     |                                         |                                                                     |
| Zweden                       |        |               |                                         |                                                                     |
| LänsTraffiken                | ??     | 10-??         |                                         |                                                                     |

## Verwante bustypen

### Hoge vloer
- Setra S 415 H - 12 meteruitvoering (2 assen)
- Setra S 416 H - 13 meteruitvoering (2 assen)
- Setra S 412 UL - 10 meteruitvoering (2 assen)
- Setra S 415 UL - 12 meteruitvoering (2 assen)
- Setra S 416 UL - 13 meteruitvoering (2 assen)
- Setra S 417 UL - 14 meteruitvoering (3 assen)

### Lage vloer
- Setra S 415 LE - 12 meteruitvoering (2 assen)
- Setra S 415 NF - 12 meteruitvoering (2 assen)
- Setra S 416 LE - 13 meteruitvoering (2 assen)
- Setra S 416 NF - 13 meteruitvoering (2 assen)
- Setra S 418 LE - 15 meteruitvoering (3 assen)